# غرمورت رمضان آباد (مقاطعة دورة)
غرمورت رمضان‌آباد (بالفارسية: گرمورت رمضان‌آباد) هي قرية تقع في قسم كشكان الريفي (مقاطعة دورة) في إيران. يقدر عدد سكانها بـ 420 نسمة .